# Sebastian Jones
Sebastian Jones (* 22. August 1982 in Iserlohn) ist ein deutscher Eishockeyspieler, der unter anderem für die Kassel Huskies und Iserlohn Roosters in der Deutschen Eishockey Liga spielte. Als Trainer ist er seit 2024 für die U18-Frauen-Nationalmannschaft des Deutschen Eishockey-Bundes verantwortlich.

## Karriere
Sebastian Jones begann das Eishockeyspielen beim ECD Iserlohn und durchlief dort sowie im Nachfolgeverein Iserlohner EC den gesamten Nachwuchs. Mit der Junioren-Mannschaft errang er 2000 die Deutsche Meisterschaft. Schon seit 1998 kam er vereinzelt auch in der damals in der zweiten Liga spielenden Profimannschaft zum Einsatz.
Zur Saison 2000/01 wechselte er zu den Kassel Huskies in die Deutsche Eishockey Liga wechselte. Aufgrund einer Verletzung konnte der gelernte Verteidiger in der Saison 2000/01 nur 22 Spiele für seinen neuen Klub absolvieren und pendelte in den nächsten drei Jahren zwischen dem DEL-Team und den Kooperationspartnern REV Bremerhaven sowie Eisbären Regensburg. Die Saison 2004/05 verbrachte der Linksschütze ausschließlich bei den Huskies; nachdem die Nordhessen jedoch zum Ende der Spielzeit als sportlicher Absteiger feststanden, kehrte Jones zu seinem Heimatverein zurück, der inzwischen als Iserlohn Roosters in die DEL aufgestiegen war.
In der Saison 2005/06 war Jones siebter Verteidiger im Team und absolvierte aufgrund dessen einige Spiele mit einer Förderlizenz beim ETC Crimmitschau. Während der Spielzeit 2007/08 wurde Jones schließlich aufgrund von Verletzungen im Team auch einige Zeit als Flügelstürmer eingesetzt, er selbst musste allerdings nach Verletzungen ebenfalls über 10 Spiele pausieren und verletzte sich kurz vor den Play-Offs erneut. Jones’ Vertrag wurde anschließend um ein Jahr verlängert, allerdings war er für die Saison 2008/09 nicht mehr als Verteidiger, sondern als Stürmer in der Mannschaft eingeplant. Sein erstes Stürmertor erzielte er gegen den ERC Ingolstadt, als er an der Seite von Michael Wolf und Robert Hock in der ersten Sturmformation spielte. Am 19. Juni 2009 verlängerte Jones seinen Vertrag um ein weiteres Jahr. Vor Beginn der Saison 2009/10 verletzte er sich und verpasste die ersten zwölf Spiele. In dieser Zeit wurde er durch Jan Taube ersetzt. Mitte Oktober 2009 kehrte Jones ins Team zurück. Am 2. Februar 2010 verletzte er sich schwer am Knie und fiel bis zum Saisonende aus. Anschließend beendete er seine Spielerkarriere.

### Trainerlaufbahn
Nachdem er zwischenzeitlich in der Versicherungsbranche gearbeitet hatte, schlug er 2016 doch noch eine Trainerlaufbahn ein. In der Nachwuchsabteilung des Iserlohner EC übernahm er unterschiedliche Funktionen. Ab 2018 betreute er hauptsächlich die U17, bis er nach Ende der Saison 2022/23 entlassen wurde. Inzwischen mit einer A-Lizenz ausgestattet unterschrieb er daraufhin einen Vertrag beim ETC Crimmitschau, bei dem er ebenfalls die Verantwortung für das U17-Team trug und zugleich als Bindeglied zur Profimannschaft fungierte. Im Juni 2024 wurde er als neuer Bundestrainer für die U18-Frauen-Nationalmannschaft vorgestellt.

## Erfolge und Auszeichnungen
- 2000 Deutsche Junioren-Meisterschaft mit dem Iserlohner EC
- 2002 Zweitliga-Meisterschaft mit dem REV Bremerhaven
- 2002 Aufstieg in die Top-Division bei der U20-Junioren-Weltmeisterschaft der Division I

## Karrierestatistik

### International
Vertrat Deutschland bei:
- U18-Junioren-Weltmeisterschaft 2000
- U20-Junioren-Weltmeisterschaft der Division I 2001
- U20-Junioren-Weltmeisterschaft der Division I 2002

(Legende zur Spielerstatistik: Sp oder GP = absolvierte Spiele; T oder G = erzielte Tore; V oder A = erzielte Assists; Pkt oder Pts = erzielte Scorerpunkte; SM oder PIM = erhaltene Strafminuten; +/− = Plus/Minus-Bilanz; PP = erzielte Überzahltore; SH = erzielte Unterzahltore; GW = erzielte Siegtore; 1 Play-downs/Relegation; Kursiv: Statistik nicht vollständig)